# Мартиросян, Борис Пастерович
Бори́с Пастерович Мартирося́н (род. 2 февраля 1956, Баку) — российский учёный-педагог; дважды лауреат премии правительства Российской Федерации в области образования; заслуженный деятель науки Российской Федерации; доктор педагогических наук, профессор; действительный член РАО (2008).

## Биография
Б. П. Мартиросян в 1979 году окончил Математический факультет Азербайджанского государственного педагогического института им. В. И. Ленина. Свою педагогическую деятельность начал в качестве учителя математики в средней общеобразовательной школе № 25 г. Баку. С 1986 года — заместитель директора по учебной части средней общеобразовательной школы № 265 г. Баку, инспектор ГорОНО, методист ГорОНО. В 1993 году окончил очную межведомственную аспирантуру НИИ УЭРО Российской академии образования, работал в НИИ общего и среднего образования РАО научным сотрудником.
С 1999 года по 2014 год работал заместителем президента Российской академии образования, где осуществлял руководство и контроль за её подведомственными учреждениями. Как член Президиума РАО курировал вопросы сотрудничества академии с регионами. В 2014—2015 гг. — главный научный сотрудник ФГБНУ «Институт инновационной деятельности в образовании РАО». Член Совета по государственной культурной политике при Председателе Совета Федерации Федерального Собрания Российской Федерации в 2006—2013 гг. В 2011 году избран иностранным членом Национальной академии наук Республики Армения. С 2008 года по настоящее время — академик отделения философии образования и теоретической педагогики РАО. С 2019 года — Советник Президента РАО. Член Коллегии Министерства просвещения Российской Федерации. Член Экспертного совета при Комитете Государственной Думы по просвещению. С 2024 — Президент Государственного университета просвещения.

## Научная деятельность
Основные направления научных исследований: инновационные процессы в российском образовании; инновационная деятельность школы; технология оценки инновационной деятельности школ. Автор более 90 научных работ, в том числе 3 монографий, учебника и двух пособий.

### Избранные труды
- Оценка инновационной деятельности школы. — М.: СпортАкадемПресс, 2003—276 с. — 10000 экз. — ISBN 5-8134-0128-8
- Педагогическая инноватика. М., 2006—360 с. — 50000 экз. — ISBN 5-98352-035-0
- Теоретические модели и практика инновационной деятельности школ. Пособие для руководителей школ. — М.: ИОСО РАО, 2003—104 с. — 2000 экз.
- Метод оценки инновационной деятельности школ и его практическое применение. Пособие для работников органов управления образованием. — М.: ИОСО РАО, 2003 — 69 с. — 1000 экз. — ISBN 5-98333-006-3
- Барьеры на пути к нашей новой школе // Педагогика. — 2010 — № 9. — С. 34-35.

## Награды
- Заслуженный деятель науки Российской Федерации (2011 г.)
- Лауреат премии Правительства Российской Федерации в области образования 2008 года
- Лауреат премии Правительства Российской Федерации в области образования 2012 года
- Медаль К. Д. Ушинского
- Нагрудный знак «Почетный работник общего образования РФ»
- Медаль «Патриот России»
- Почетные грамоты Министерства образования РФ и Российской академии образования